# Tomicodon vermiculatus
Tomicodon vermiculatus är en fiskart som beskrevs av Briggs, 1955. Tomicodon vermiculatus ingår i släktet Tomicodon och familjen dubbelsugarfiskar. IUCN kategoriserar arten globalt som sårbar. Inga underarter finns listade i Catalogue of Life.